# Ленц, Оскар
Оскар Ленц (нем. Oskar Lenz; 13 апреля 1848[…], Лейпциг, Королевство Саксония — 1 марта 1925 или 2 марта 1925, Зос, Баден) — немецкий и австрийский геолог и путешественник по Африке.

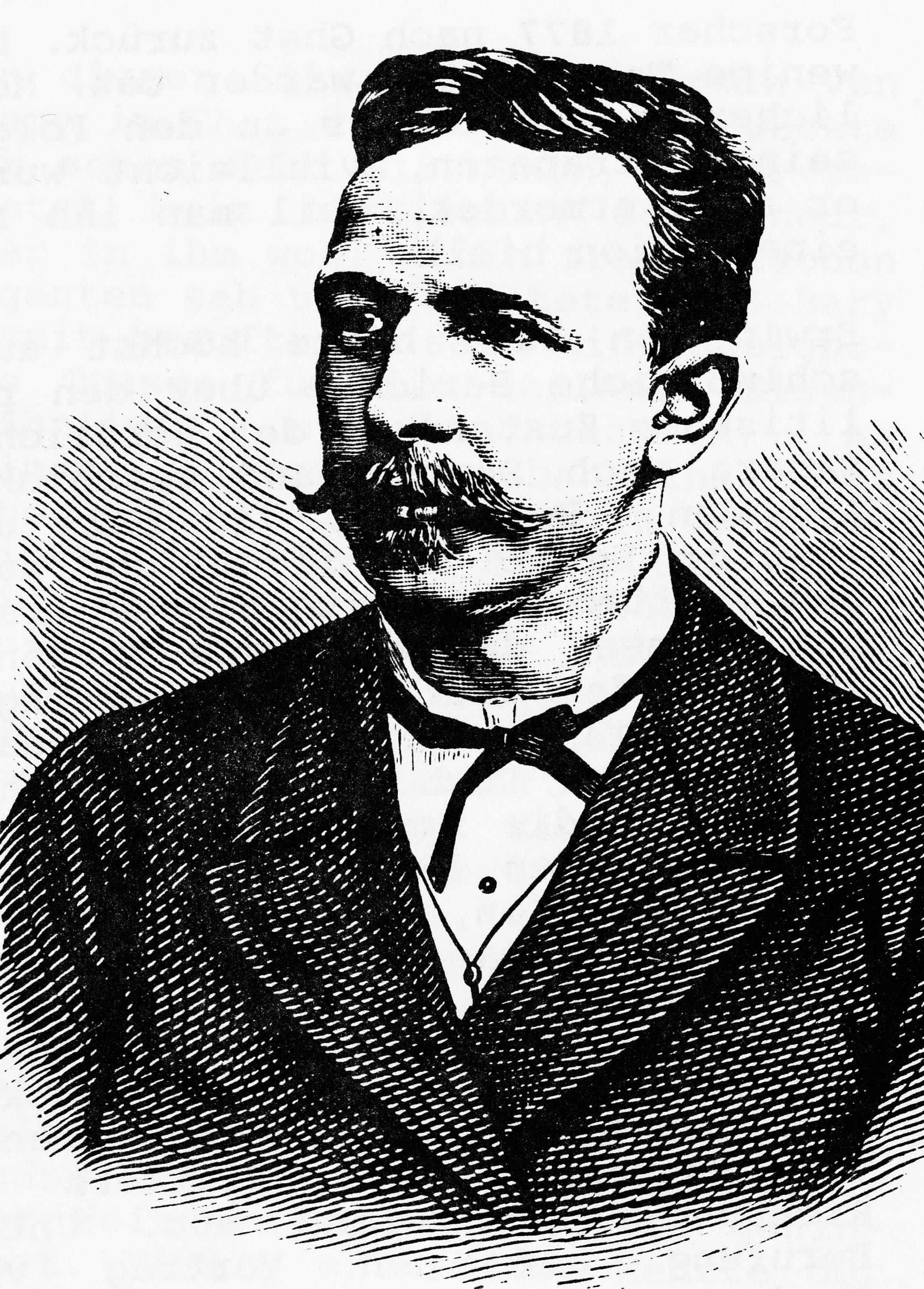
Оскар Ленц

## Биография
Родился 13 апреля 1848 года в Лейпциге.
В 1874—1877 г. по поручению немецкого африканского общества принял участие в экспедиции в Экваториальную Африку, откуда привёз в Берлин обширные этнографические коллекции.
В 1879 г. Ленц предпринял новое путешествие в Африку: переодевшись турецким врачом, он из Танжера через неизвестные к тому времени части Марокканского Атласа и Западную Сахару направился в Томбукту, которого достиг с большими трудностями в следующем году; из последнего пункта он первым из европейцев сумел пройти через юго-западные районы Сахары к Сенегалу.
В 1885 г. предпринял новое путешествие с Фридрихом Бондорффом и Оскаром Бауманом с целью подняться по Конго до водопадов Стэнли и оттуда по направлению к Нилу на северо-восток определить водораздел и попытаться прийти на помощь европейцам (в том числе Эмин-паше), отрезанным в этих провинциях восстанием Махди. Задуманное не удалось: Ленц поднялся до Ньянгве и Касонго, однако дальше его не пропустили местные арабы. Оттуда Ленц направился через Танганьику, Ньясу, р. Ширу и Замбези на восточное побережье Африки. Таким образом Ленц пересёк Африку с запада на восток.
Вернувшись в Европу Ленц с 1887 по 1907 год в качестве ординарного профессора преподавал географию в немецком университете в Праге.
Умер 1 марта 1925 года в Зосе под Баденом.

## Избранные сочинения Ленца
- Skizzen aus Westafrika. Berlin, 1878
- Timbuktu. Reise durch Marokko, Sahara und Sudan. Leipzig., 1884
- Wanderungen in Afrika. Wien, 1895